# America (America)
| Recensione                        | Giudizio            |
| --------------------------------- | ------------------- |
| AllMusic                          | [ 3 ]               |
| The New Rolling Stone Album Guide | [ 4 ]               |
| Sputnikmusic                      | 3.8 (Excellent)     |
| Ondarock                          | (Disco consigliato) |
| Dizionario del Pop-Rock           | [ 7 ]               |
| 24.000 dischi                     | [ 8 ]               |

America è l'album di debutto dell'omonimo gruppo folk rock statunitense America. Uscito nel dicembre del 1971, la prima versione dell'album non conteneva il brano A Horse with No Name, registrato l'anno successivo ai Morgan Studios di Londra ed incluso nella ristampa messa in commercio nel 1972.
L'album raggiunge la prima posizione nella Billboard 200 per cinque settimane.

## Tracce
LP originale (1971)
Lato A
1. Riverside – 3:02 (Dewey Bunnell)
2. Sandman – 5:03 (Dewey Bunnell)
3. Three Roses – 3:54 (Dewey Bunnell)
4. Children – 3:07 (Dewey Bunnell)
5. Here – 5:30 (Gerry Beckley)

Lato B
1. I Need You – 3:04 (Gerry Beckley)
2. Rainy Day – 3:00 (Dan Peek)
3. Never Found the Time – 3:50 (Dan Peek)
4. Clarice – 4:00 (Gerry Beckley)
5. Donkey Jaw – 5:17 (Dan Peek)
6. Pigeon Song – 2:17 (Dewey Bunnell)

Edizione LP del 1972, pubblicato dalla Warner Bros. Records (BS 2576)
Lato A
1. Riverside – 3:02 (Dewey Bunnell)
2. Sandman – 5:03 (Dewey Bunnell)
3. Three Roses – 3:54 (Dewey Bunnell)
4. Children – 3:07 (Dewey Bunnell)
5. A Horse with No Name – 4:10 (Dewey Bunnell)
6. Here – 5:30 (Gerry Beckley)

Lato B
1. I Need You – 3:04 (Gerry Beckley)
2. Rainy Day – 3:00 (Dan Peek)
3. Never Found the Time – 3:50 (Dan Peek)
4. Clarice – 4:00 (Gerry Beckley)
5. Donkey Jaw – 5:17 (Dan Peek)
6. Pigeon Song – 2:17 (Dave Bunnell)

## Musicisti
Riverside
- Dewey Bunnell - chitarra acustica a 6 corde
- Dan Peek - chitarra acustica a 12 corde
- Gerry Beckley - chitarra solista a 6 corde, basso
- Ray Cooper - percussioni

Sandman
- Dewey Bunnell - chitarra acustica a 6 corde (solista e ritmica), voce solista
- Dan Peek - chitarra acustica a 12 corde, chitarra elettrica solista a 6 corde
- Gerry Beckley - basso
- Dave Atwood - batteria

Three Roses
- Dewey Bunnell - chitarra acustica a 6 corde, voce solista
- Dan Peek - chitarra acustica a 6 corde, basso
- Gerry Beckley - chitarra acustica solista a 6 corde
- Ray Cooper - percussioni

Children
- Dewey Bunnell - chitarra acustica a 6 corde
- Dan Peek - chitarra acustica a 12 corde
- Gerry Beckley - chitarra acustica a 6 corde
- David Lindley - chitarra elettrica

Here
- Gerry Beckley - chitarra acustica a 6 corde, basso, voce solista
- Dan Peek - chitarra acustica a 6 corde (solista e ritmica)
- Dewey Bunnell - voce
- Dave Atwood - batteria

I Need You
- Gerry Beckley - pianoforte, basso, voce solista
- Dan Peek - chitarra elettrica a 12 corde
- Dewey Bunnell - chitarra acustica a 6 corde
- Dave Atwood - batteria

Rainy Day
- Dan Peek - chitarra acustica a 12 corde, chitarra acustica solista a 6 corde, voce solista
- Dewey Bunnell - chitarra acustica a 6 corde
- Gerry Beckley - chitarra acustica a 12 corde
- David Lindley - chitarra steel

Never Found the Time
- Dan Peek - pianoforte, chitarra acustica a 12 corde, voce solista
- Dewey Bunnell - voce
- Gerry Beckley - chitarra acustica a 6 corde
- Ray Cooper - bell tree

Clarice
- Gerry Beckley - chitarra acustica a 6 corde, pianoforte, chimes, basso, chitarra elettrica, voce solista
- Dan Peek - voce
- Dewey Bunnell - chitarra acustica a 6 corde
- Ray Cooper - percussioni

Donkey Jaw
- Dan Peek - chitarra acustica a 12 corde, chitarra elettrica solista a 6 corde
- Dewey Bunnell - chitarra acustica a 6 corde, chitarra acustica a 12 corde, voce solista
- Gerry Beckley - chitarra acustica a 6 corde, basso
- Ray Cooper - percussioni
- Dave Atwood - batteria

Pigeon Song
- Dewey Bunnell - voce, chitarra acustica

A Horse with No Name
- Gerry Beckley - chitarra acustica a 12 corde
- Dewey Bunnell - chitarra acustica a 6 corde, voce solista
- Dan Peek - basso
- Kim Haworth - batteria
- Ray Cooper - percussioni

Note aggiuntive
- Ian Samwell, Jeff Dexter e America - produttori
- Registrazioni effettuate (tranne il brano: A Horse with No Name) al Trident Studios di Londra (Inghilterra)
- Brano: A Horse with No Name, registrato al Morgan Studios di Londra (Inghilterra)
- Ken Scott - ingegnere delle registrazioni
- Nigel Waymouth - fotografia copertina album, design album[13]